# Saxifraga tsangchanensis
Saxifraga tsangchanensis är en stenbräckeväxtart som beskrevs av Adrien René Franchet. Saxifraga tsangchanensis ingår i Bräckesläktet som ingår i familjen stenbräckeväxter. Inga underarter finns listade i Catalogue of Life.